# Suze
Pour les articles homonymes, voir Suze (homonymie).
La Suze est une marque commerciale française qui appartient au groupe français Pernod Ricard. La Suze est une liqueur de gentiane apéritive amère de couleur dorée à base de gentianes jaunes créée au XIXe siècle par Henri Porte sur une recette du laboratoire de son associé, Fernand Moureaux.
Les circonstances de sa création, sa recette, sa bouteille, son nom de marque, sa pérennité, en font un branduit typique.
Selon le site officiel de la marque, La Suze est produite dans l’usine historique de Thuir, à 13 km à l'ouest de Perpignan, dans le département Pyrénées-Orientales, en Roussillon, région Occitanie.
Le site de production, qui abrite également la fabrication d'autres produits du groupe Pernod-Ricard, s'établit dans l'ancienne gare de triage des caves Byrrh, ensemble architectural conçu par l'ingénieur Gustave Eiffel auquel la marque rendra hommage en créant une bouteille à son nom.

## Caractéristiques
- Mélange d'infusion et d'esprit de gentiane (dont 50 % de racines sauvages), d'extraits de plantes aromatiques macérées et complété de nombreux extraits de plantes aromatiques.
- Couleur jaune.
- Degré d'alcool : 15° (Étranger hors frontières 20°)
- Sucre : 200 g/litre
- C'est une marque déposée propriété du groupe Pernod Ricard
- Conditionnement : 70 cl, 75 cl, 1 L et 1,5 L

## Gamme
- Suze l'Originale : gentiane et plantes aromatiques
- Suze Fruits Rouges : framboise, mûre et myrtille
- Suze Noël : concentré de pommes, anis, cannelle
- Suze Agrumes : orange, mandarine, citron
- Suze pour bière : se dilue directement dans la bière
- Suze Saveur d'Autrefois : saveur de gentiane très intense, titrant 20°
- Suze Pêche de vigne & abricot
- Gloss de Suze : cerise, gingembre.
- Racine de Suze : Suze à 36 % d'alcool (production arrêtée en 3e trimestre de 2021)

## Origines controversées
Cette marque est commercialisée d'abord sous l'appellation « Picotin », « Gentiane Suze », et à partir de 1922 simplement « Suze ».
L'origine du nom n'est pas clairement définie. Une thèse voudrait que son nom soit lié à Suzanne Jaspart, belle-sœur de Fernand Moureaux, qui s’en faisait servir quand elle jouait sur les courts de tennis de Saint-Maur, non loin de Maisons-Alfort, mais aussi du nom du cours d'eau éponyme situé dans le Jura bernois, lieu d'origine du produit. Les deux origines pourraient être également liées[réf. nécessaire].
En effet, la Suze aurait été créée dans une modeste bâtisse en contrebas du Pré-aux-Bœufs (lieu-dit du village de Sonvilier), juste à côté de la Suze (en allemand die Schüß ou die Schüss). Pour les anciens de la région, c'est un herboriste du village de Sonvilier, Hans Kappeler, qui a mis au point la formule. La boisson ne s'appelait pas alors suze, mais l'« Or des Alpes », une sorte de potion à base gentiane que Hans Kappeler vendait dans les fermes de la région avec d'autres eaux-de-vie. Ruiné et en mauvaise santé, ce distillateur aurait été dans l'obligation de vendre sa formule à un négociant français, dénommé Fernand Moureaux.

### Étymologie
Deux possibilités :
- Soit le nom de la marque provient du prénom Suzanne que portait la belle-sœur de l'inventeur, prénom d'origine hébraïque, se prononçant shoshan ou shoushan et qui désigne la fleur de lys ou parfois par extension la rose dans cette langue et d'autres langues sémitiques.

- Soit le nom de la marque provient du nom de la rivière et dans ce cas là, du mot gaulois formé de sego, « force, vigueur », accompagné du suffixe -usa. L'étymologie est la même pour Suze-la-Rousse au sud de la Drôme et Suse (Segusio) au Piémont.[réf. nécessaire]

## Histoire

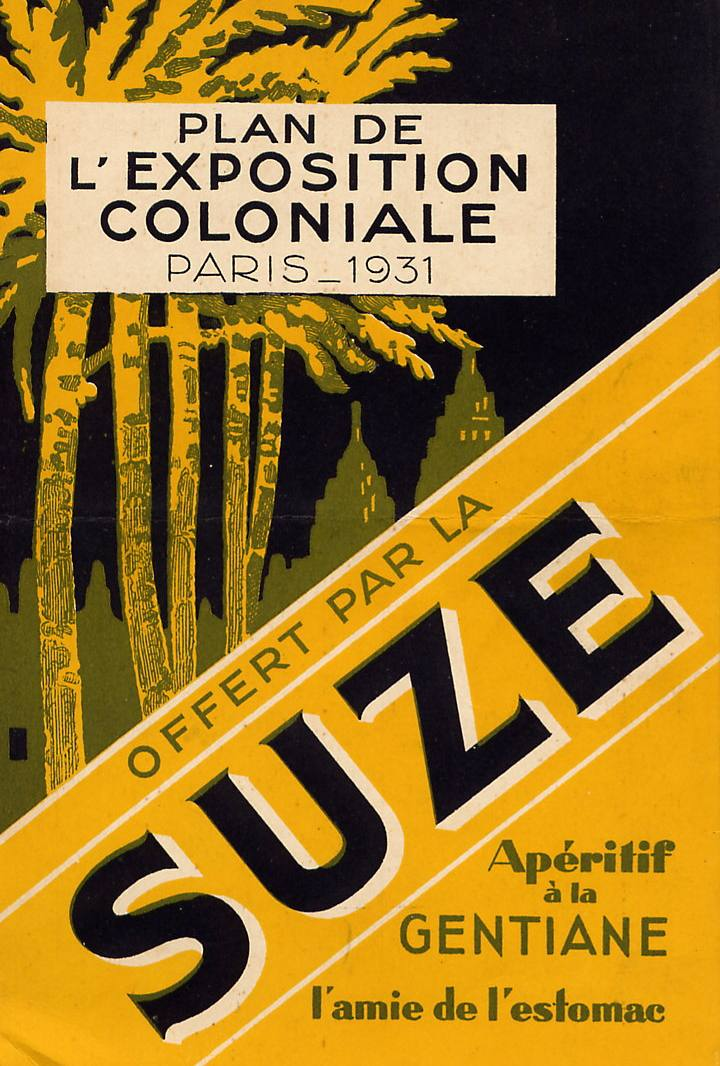
Plan de l'Exposition coloniale de 1931 offert par la Suze

### XVIIIesiècle
En 1795, la distillerie « Rousseau & Laurent » est créée à Paris, rue Quincampoix. L'entreprise déménagea ensuite vers la commune de Maisons-Alfort, située en banlieue parisienne.

### XIXesiècle
Dans le courant du siècle, un habitant de Sonvilier, village du canton de Berne en Suisse, a l'idée de distiller des racines de gentiane. Il appelle cet alcool « or des Alpes ».
En 1885, le distillateur français Fernand Moureaux, associé à Henri Porte, le fils de son banquier, rachète la recette de cette boisson alcoolisée de ce qui deviendra la « suze », grâce aux travaux complémentaires de Félix Lebaupin, responsable du laboratoire de la « distillerie Rousseau & Laurent » qui, devient la « distillerie Moureaux ».
En 1889, la marque « Suze » est créée avec sa célèbre bouteille. C'est à l'époque un alcool fort (32°, 80 g de sucre par litre).
La même année, Fernand Moureaux décide de présenter son apéritif à l’Exposition universelle de Paris et reçoit une médaille d’or. Dès lors, le produit gagne en notoriété.
En 1895, la nouvelle boisson se rend un peu plus célèbre grâce à une affiche créée par le célèbre dessinateur animalier, Benjamin Rabier, auteur de la bande dessinée Gédéon. Son œuvre présente deux ânes se désaltérant dans un baquet marqué « Picotin », la marque est alors surnommée l'apéritif américain. Benjamin Rabier sera également l'auteur de la fameuse vache de la marque la vache qui rit.
Avant l'année 1900, la société exploitante de la suze change encore de raison sociale sous le vocable « F.Moureaux - H.Porte et Cie », mais son siège reste à Maisons-Alfort.

### XXesiècle

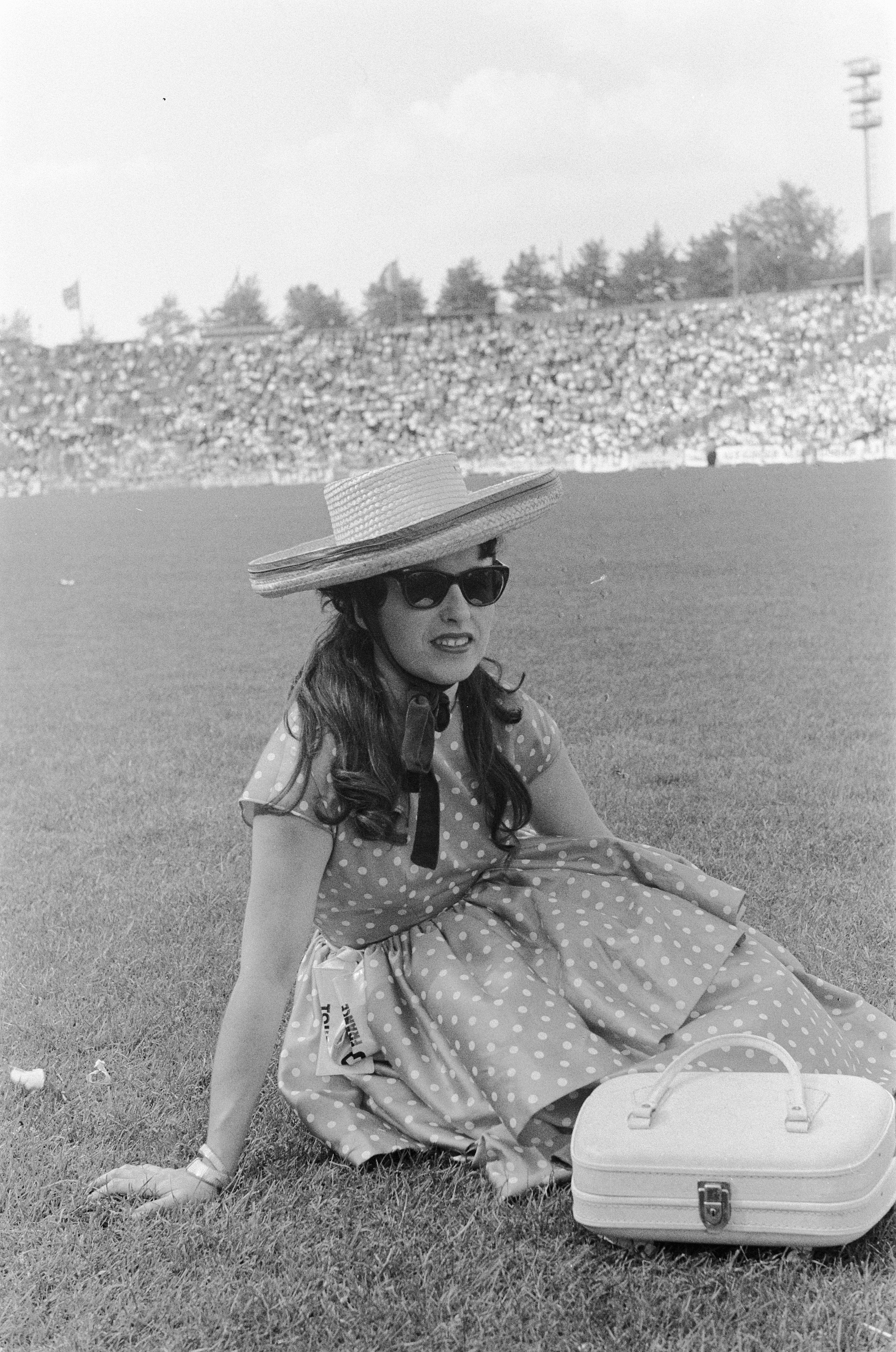
L'accordéoniste Yvette Horner devint populaire en vantant la marque Suze durant le Tour de France.

En 1912, le peintre espagnol Pablo Picasso réalise un collage « Verre et bouteille de Suze » dans un style cubiste.
En 1933, la marque sponsorise le Tour de France. Son slogan pour cette célèbre course a étapes se présentait ainsi :

Un cocktail mélange de Suze et de liqueur de cassis, appelé Fond de culotte, joue sur les mots: «un fond de culotte ne s'use qu'assis ».
En 1945, un changement important dans la fabrication de la boisson entraîne la baisse de la tenue en alcool. La Suze ne titre plus qu'à 16° (21° en Suisse) et à 200 g de sucre par litre. La teneur en alcool se stabilisera par la suite à 15°.
Durant les années 1950 et les années 1960, Suze édita lors du Tour de France et cela, de façon quotidienne, un journal tiré à 70 000 exemplaires qui donnait le compte rendu de l'étape du jour et un éditorial signé par le directeur de la compétition Jacques Goddet. L'accordéoniste Yvette Horner assura le succès de la marque durant cette période en parcourant les routes du Tour de France perchée au sommet d'un véhicule Citroën peint aux couleurs noire et jaune de la marque, exploit qu'elle accomplira durant onze tours de France (de 1952 à 1963) et qui la rendit populaire sous le surnom de « Suzy la rousse ».
En 1965, la distillerie est achetée par Pernod qui, en fusionnant dix ans plus tard, avec Ricard deviendra  le groupe français Pernod Ricard, spécialisé dans la fabrication et la distribution de vins et spiritueux et qui deviendra le deuxième groupe mondial sur le marché des alcools et spiritueux.
À compter de 1992, le groupe qui gère la marque Suze crée des bouteilles sérigraphiées qui seront vendues en un nombre limité d'exemplaires.
- 1992, la Suze Picasso
- 1995, la Suze Racines
- 1996, La bouteille du siècle
- 1997, Fille de gentiane
- 1998, Saga Suze

### XXIesiècle
Depuis le début de ce siècle, plusieurs éditions limitées de bouteilles ou de verres sont créées :
- 2001, édition limitée de Jean-Charles de Castelbajac[12]

- 2002, édition limitée de Christian Lacroix
- 2003, verre pour Suze de l'architecte Jean Nouvel
- 2003, édition limitée de Christian Lacroix
- 2004, édition limitée de Sonia Rykiel
- 2005, édition limitée de Paco Rabanne
- 2006, édition limitée de Thierry Mugler
- 2007, édition limitée de Gaspard Yurkievich
- 2008, édition limitée de Alexis Mabille
- 2009, édition limitée de Gustave Eiffel.
- 2010, édition limitée de Jean Cocteau.
- 2011, lancement de Suze Fruits Rouges et de Suze Agrumes
- 2012, lancement de Suze pour bière
- 2014, lancement de Suze Pêche de vigne & Abricot
- 2021, Edition limitée par Hemma Lange

## Dans la culture

### Littérature
- Maigret et son mort, roman policier de l'écrivain belge Georges Simenon, publié en 1947. Il s'agit d'une enquête policière très particulière et typique de Simenon, qui conduit le célèbre commissaire à élucider le meurtre d'un inconnu dont le corps a été retrouvé place de la Concorde à Paris. Cet inconnu ayant fait appel au commissaire quelques heures avant sa mort pour signaler qu'il était en danger, Maigret a à cœur de résoudre cette énigme. Le premier indice qu'il relève sur cet homme lui indique qu'il est un buveur de Suze-citron d'où un dialogue assez curieux avec le juge Comélieau sur ce sujet, dialogue qui sera intégralement repris dans le téléfilm Maigret et son mort, avec Jean Richard. Il se révélera plus tard qu'il s'agit d'un patron de bar-restaurant qui a l'habitude consommer cette boisson[13].

- L'Homme au petit chien est un autre roman de l'écrivain belge Georges Simenon, publié en 1964. Sans réelle trame policière, ce roman, qualifié de « dur » par l'auteur, narre à la première personne la vie d'un homme, Félix Allard, qui vit dans un modeste appartement parisien avec, pour compagnon, son petit chien, et qui semble cacher un lourd secret. Au cours du récit, Félix se rend place du Tertre à Montmartre et commande une Suze alors qu'il ne boit plus d'alcool depuis longtemps. C'est un moyen pour Simenon de faire un retour en arrière sur la vie de Félix qui se souvient alors de la dernière fois qu'il a bu cette boisson ; c'était, il y a 20 ans, avec son épouse, Anne-marie, dont il a tué l'amant, ce qui l'a entraîné en prison pour cinq ans. La Suze est donc ici utilisée comme une clé pour ouvrir la porte du passé[14].

- L'infra-ordinaire est un essai de l'écrivain français Georges Perec dans lequel, il évoque, entre autres, tout ce qu'il a pu ingurgiter en une année. Ce court texte est titré : « Tentative d'inventaire des aliments liquides et solides que j'ai ingurgités au cours de l'année mil neuf cent soixante-quatorze », et il évoque, une ligne avant la fin du texte, le fait d'avoir bu une Suze[15].

### Cinéma
- Bois ta suze est un court métrage de De Thibault Staib et Emmanuel Silvestre avec Maurice Barthélémy et Clovis Cornillac. Le film a été tourné et distribué en 2002[16].
- La Suze est l'apéritif régulièrement consommé par le personnage joué par Agnès Jaoui dans le film Un air de famille, de Cédric Klapisch.
- Dans OSS 117 : Le Caire, nid d'espions, sorti en 2006, le personnage principal en commande à un bar.
- Durant le long métrage français, Vilaine, Marilou Berry, actrice tenant le rôle principal d'une fille « vilaine », devenue une « vilaine » fille par désir de vengeance. Au cours de l'histoire, celle-ci achète quinze caisses de cette boisson à un représentant de la marque, dans le but de contrarier son patron, propriétaire d'un bar et qu'une cliente manipulée et accablée par ses rêves (jouée par Joséphine de Meaux) finira par consommer en partie. Le film a été tourné et distribué en 2008.
- Dans le film Les Tuche d'Olivier Baroux, sorti en 2011, la grand-mère de la famille Tuche, jouée par Claire Nadeau, se fait appeler « Mamie Suze » en raison de son goût prononcé pour ce breuvage et de son excessive consommation.

### Bande dessinée
- 120, rue de la Gare, roman de Léo Malet, a été adapté en bande dessinée par le dessinateur Jacques Tardi, et édité en 1988. Au cours de ces pérégrinations dans Paris, le détective Nestor Burma se promène dans Paris des années 1940. Une planche permet de découvrir un gigantesque panneau publicitaire peint sur une façade et ventant la marque face à un pont de la ligne de la petite ceinture[17].

### Art mural et publicitaire
Le XIXe siècle voit apparaître en France une nouvelle forme d’art, la peinture murale en extérieur utilisée à des fin publicitaires. Ainsi, de nombreux immeubles anciens portent, souvent sur leurs pignons, des publicités pour des boissons alcoolisées dont la Suze (souvent présentée sous la forme « Suze gentiane »), notamment à Paris, mais aussi en province.